# زندگی یک حشره
زندگی یک حشره (به انگلیسی: A Bug's Life) نام پویانمایی رایانه‌ای می‌باشد که توسط استودیو انیمیشن پیکسار ساخته و در سال ۱۹۹۸ توسط والت دیزنی پیکچرز اکران شد. کارگردان این پویانمایی جان لستر و دستیار کارگردان اندرو استنتون است. در این فیلم یک مورچه به نام فلیک است که در جستجوی «جنگجویان سرسخت» برای نجات کلنی از شر ملخ می‌گردد.
داستان این پویانمایی از «مورچه و ملخ» نوشته ازوپ اقتباس شده است. تولید این پویانمایی اندک زمانی پس از داستان اسباب‌بازی آغاز شده است. نمایش‌نامه این فیلم توسط اندرو استنتون، دونالد مک‌انری و باب شاو نوشته شده است.

## داستان
جزیره مورچگان یک کلنی که توسط ملکه و دخترش شاهزاده آتا اداره می‌شود توسط یک دسته دزد ملخ مورد تهدید قرار گرفته است. سردسته ملخ‌ها، هاپر نام دارد که هر فصل می‌آید و از مورچه‌ها آذوقه‌شان را می‌چپاند. در هر فصل، مورچه‌ها مجبورند تا برای حشرات بیگانه که قوی‌تر از آن‌ها هستند، آذوقه جمع کنند و بیشتر ذخیرهٔ خود را به آن‌ها بدهند. فلیک که مورچه‌ای جوان و ماجراجو است تصمیم می‌گیرد تا به جای دوری برود و کمک بیاورد تا مورچه‌ها بتوانند از پس این حشرات بربیایند.

## صداپیشگان
- دیو فولی در نقش فلیک مورچه خلاق و ماجراجو
- کوین اسپیسی در نقش هاپر، رهبر باند ملخ‌های تبهکار
- جولیا لوئی-درایفوس در نقش پرنسس اتا که به زودی ملکه کولونی می‌شود
- هیدن پنیتیر در نقش خواهر پرنسس
- فیلیس دیلر در نقش ملکه، رهبر کولونی مورچه‌ها
- ریچارد کیند در نقش برادر هاپر
- دیوید هاید پیرس در نقش اسلیم، دوست فرانسیس و هیملیچ
- جو رنفت در نقش هیملیچ یک کرم با لهجه آلمانی که می‌خواهد پروانه شود
- دنیس لری در نقش فرانسیس، یک کفشدوزک که همه به اشتباه فکر می‌کنند مؤنث است
- جاناتان هریس در نقش مانی، یک آخوندک
- بانی هانت در نقش رزی، یک عنکبوت بیوه
- جان راتزنبرگر در نقش آقای فیلی، مالک سیرک
- براد گرت در نقش دیم، یک سوسک کرگدنی
- ادی مک‌کلرگ در نقش دکتر فلورا، پزشک کلونی مورچه‌ها

## تولید

### توسعه

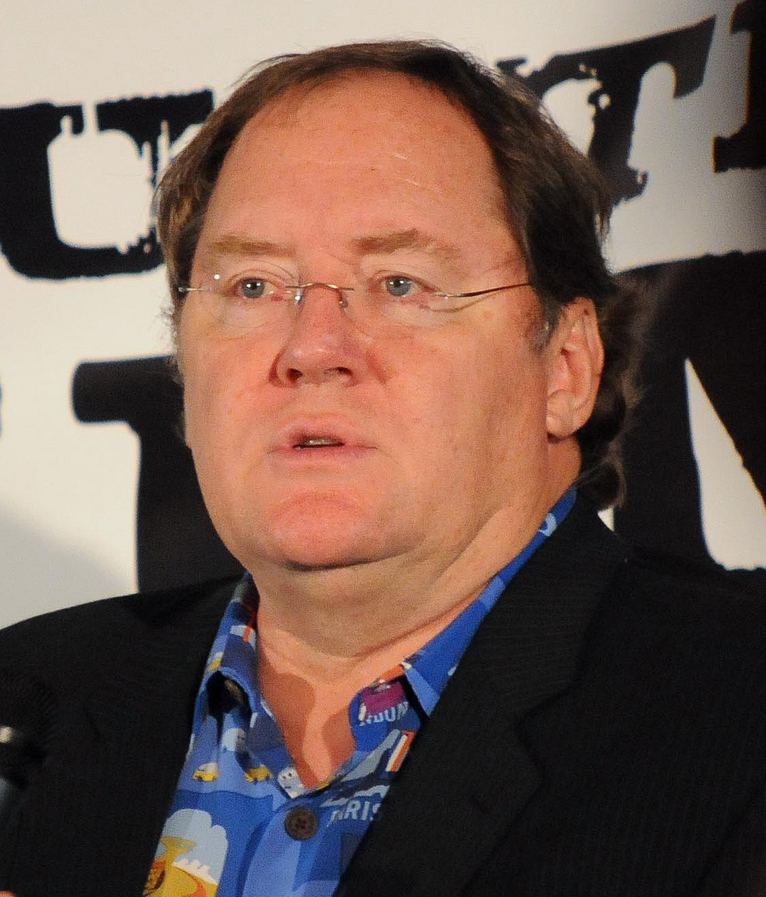
جان لستر مدیر زندگی یک حشره در فستیوال فیلم آستین در سال ۲۰۱۱

در تابستان ۱۹۹۴ دپارتمان داستان‌نویسی فکرهایشان را برای یک فیلم نو روی هم گذاشتند. داستان‌پردازی این فیلم در یک نهار کاری بین تیم اصلی داستان استودیو جان لستر، اندرو استنتون، پیت داکتر و جو رنفت جرقه خورد. لستر و تیم داستان‌نویسی از پیش ایده به‌کارگیری حشرات به عنوان شخصیت را در سر داشتند. حشرات مانند اسباب‌بازی‌ها به دلیل داشتن سطوح نسبتاً ساده برای پویانمایی رایانه‌ای در دسترس هستند.

### نویسندگی
در داستان قدیمی «مورچه و ملخ» ملخ بهار و تابستان به آوازخوانی مشغول است در حالیکه مورچه‌ها برای زمستان آذوقه جمع می‌کنند، وقتی ملخ گرسنه می‌شود از مورچه‌ها تقاضای غذا می‌کند اما مورچه‌ها او را از خود دور می‌کنند.

### آماده‌سازی
در این پویانمایی دیو فولیبه جای فیلیک و جولیا لوئی-درایفوس به جای شاهزاده آتا حرف می‌زند.

### طراحی هنری و پویانمایی
کار پویانمایی «زندگی یک حشره» سخت‌تر از «داستان اسباب‌بازی‌ها» بود. دو نفر اصلی کار پویانمایی ریچ کوآد (Rich Quade) و گلن مک کوئن (Glenn McQueen) بودند.

## جوایز
- هفتاد و یکمین دوره جوایز اسکار[۱]

| قسمت         | نامزد      | نتیجه    |
| ------------ | ---------- | -------- |
| بهترین ترانه | رندی نیومن | نامزدشده |

- بیست و هفتمین دوره جوایز آنی

| قسمت                                     | نامزد                                                       | نتیجه    |
| ---------------------------------------- | ----------------------------------------------------------- | -------- |
| بهترین فیلمنامه در تولید انیمیشن بلند    | جان لستر، اندرو استنتون، جو رانفت، دونالد مک انری و باب شاو | نامزدشده |
| بهترین کارگردانی در تولید انیمیشن بلند   | جان لستر و اندرو استنتون                                    | نامزدشده |
| بهترین طراحی تولید در تولید انیمیشن بلند | ویلیام کون                                                  | نامزدشده |
| بهترین انیمیشن بلند                      | زندگی یک حشره                                               | نامزدشده |

- چهل و ششمین مراسم گلدن گلوب

| قسمت              | نامزد      | نتیجه    |
| ----------------- | ---------- | -------- |
| بهترین موسیقی متن | رندی نیومن | نامزدشده |